# Matou (köping i Kina, Henan)
Matou (kinesiska: 马头, 马头镇) är en köping i Kina. Den ligger i provinsen Henan, i den centrala delen av landet, omkring 230 kilometer öster om provinshuvudstaden Zhengzhou.
Genomsnittlig årsnederbörd är 945 millimeter. Den regnigaste månaden är juli, med i genomsnitt 207 mm nederbörd, och den torraste är januari, med 9 mm nederbörd.